# ديف روني
ديف روني هو سياسي كندي، ولد في 13 أغسطس 1937، وتوفي في 9 نوفمبر 2006. حزبياً، نشط في الحزب الليبرالي الكندي. وقد انتخب عضو مجلس العموم الكندي.